# Amphigory
Amphigory är ett musikalbum från 1991 (CD-utgåva 1993) av Mad Sin.

## Låtlista
1. Intro
2. Amphigory
3. Eat Yourself
4. Body Snatchers
5. Alien Bug
6. Buried Alive
7. Vampire Slut
8. 1999
9. Paranoid Brains
10. Your Death is My Delight
11. Tornado
12. You Better Run
13. Rockin' Bones
14. Human Fly [1]
15. You Better Run (mix 1) [1]
16. Mind Blow [1]

1. 1 2 3  Bonusspår på CD-utgåvan

## Medverkande
- Köfte - sång och trummor
- F. Stein - gitarr
- Holly - kontrabas